# سوسیس پارتی
مهمانی سوسیسی یا سوسیس پارتی (به انگلیسی: Sausage Party) عنوان یک فیلم پویانمایی بزرگسالان آمریکایی در ژانر کمدی به کارگردانی گرگ تیرنان و کنراد ورنن و نویسندگی کایل هانتر، آریل شفیر، اوان گلدبرگ و ست روگن است. از صداپیشگان این اثر می‌توان به ست روگن، کریستن ویگ، جونا هیل، بیل هیدر، مایکل سرا، جیمز فرانکو، دنی مک‌براید، کریگ رابینسون، پل راد، نیک کرول و ادوارد نورتون اشاره کرد. نخستین نمایش مهمانی سوسیسی در ۱۴ مارس ۲۰۱۶ و در فستیوال‌های جنوب از جنوب غربی بود و سپس توسط کلمبیا پیکچرز در ۱۲ اوت ۲۰۱۶ در سینماهای ایالات متحده اکران شد.

## داستان
تمامی مواد غذایی در سوپرمارکت باور دارند مشتریانی که آن‌ها را از قفسه‌های مواد غذایی برمی‌دارند، خدایانی هستند که آن‌ها را به‌سوی بهشت می‌برند. پس از چند حادثه یک سوسیس با نام فرانک (ست روگن) به این فکر می‌افتد که شاید واقعاً این‌طوری نباشد و قرار نیست آن‌ها به بهشت بروند و به همین دلیل سفری را شروع می‌کند تا حقیقت را کشف کند. پس‌ازاین که وی از وحشتی که واقعاً در انتظارشان است آگاه می‌شود سعی می‌کند تا دوستان خود را از این موضوع باخبر کند و آن‌ها را برای انجام اقدام متقابل متحد کند.

## صداپیشگان
- ست روگن در نقش فرانک، یک سوسیس و دوست پسر برندا
- کریستن ویگ در نقش برندا بونسون، یک نون سوسیس هات داگ و دوست دختر فرانک
- جونا هیل در نقش کارل، سوسیسی که همراه با فرانک و بری بسته‌بندی شده است
- مایکل سرا در نقش بری، یک سوسیس ناقص که یکی از دوستان فرانک است
- جیمز فرانکو در نقش دراگی، فردی معتاد به مواد مخدر و اولین انسانی که مواد غذایی را به شکل موجودات زنده مشاهده کرد
- دنی مک‌براید در نقش خردل عسلی
- کریگ رابینسون در نقش آقای گریتس ذرتی
- پل راد
- نیک کرول
- دیوید کرامهولتز در نقش کریم عبدالواش
- ادوارد نورتون در نقش یک بیگل یهودی که گاه‌وبیگاه با کریم عبدل لواش دعوایش می‌شود
- سلما هایک در نقش ترزا دل تاکو یک تاکوی همجنس‌گرا
- آندرس هولم
- استفانی برد